# 벽채주선인장
벽채주선인장(碧彩柱仙人掌, Bergerocactus emoryi 베르게로칵투스 에모리[*])는 벽채주선인장속(Bergerocactus)의 유일한 선인장 종이다.
연약한 몸체가 무리지어 난다. 키가 1 미터를 넘는 것은 드물고, 지름은 대개 5 센티미터 이하이다. 꽃은 노란색이고 꼭대기 근처에 핀다. 꽃의 크기는 2 센티미터 정도이며 터널 모양이다. 캘리포니아 남부 해안 원산이다.